# الشرابية (فلم)
الشرابية هو فيلم مصري عرض عام 1987، بطولة فريد شوقي وعفاف شعيب ومصطفى فهمي، ومن إخراج صلاح سري.

## قصة الفيلم
شوقي ناظر محطة ومسئول عن حمولات التموين التي تنقل في القطارات، تقوم توحة وأمها بنقل الحمولات بعربات الكارو لحساب المعلم شحاتة الأبيض، يقف شوقي مع توحة وأمها ضد جشع المعلم شحاتة وأعوانه، تبيع توحة العربات وتشتري سيارة لتبتعد هي وأمها عن المعلم شحاتة والتعامل معه، ليقرر شحاتة التخلص من شوقي الذي يشك في ألاعيبه، ويتسبب في عجز حمولة التموين، يتزوج شوقي وتوحة، ويقوم أعوان المعلم شحاتة بحرق قطار البضاعة، ثم يقوم درديري بقتل فراج مساعد شوقي، يتهم شحاتة شوقي بأنه المتسبب في هذا الحريق وبقتل فراج، يتم القبض على شوقي، يقوم أعوان شحاتة بسرقة سيارة توحة، تذهب توحة للمعلم شحاتة وتهدده حتى يعيد السيارة ويحاول الإعتداء عليها، ليصل درديري ويقتله، يُقبض على درديري الذي يعترف بجرائم المعلم شحاتة، ويتم الإفراج عن شوقي، تتسلم توحة السيارة ويحتفل الجميع بالتخلص من شحاتة.

## طاقم التمثيل
- فريد شوقي: (المعلم شحاتة الأبيض)
- عفاف شعيب: (توحة)
- مصطفى فهمي: (شوقي)
- نعيمة الصغير
- إبراهيم الشرقاوي
- سامي العدل
- علي عزب
- سيف الله مختار
- مطاوع عويس
- نهلة سلامة
- سهير توفيق
- مروة الخطيب
- حسني أباظة
- حسين الشريف
- حسن الأسمر: (المطرب)
- هويدا شريف: (الراقصة)

## فريق العمل
- إخراج: صلاح سري
- قصة: زهير صبري
- سيناريو وحوار: حمدي البدوي
- مدير التصوير: غنيم بهنسي
- مونتاج: محمد الطباخ
- موسيقى تصويرية: محمد سلطان
- إنتاج: أفلام رياض العريان
- توزيع داخلي: الشركة المصرية العامة للاستوديوهات
- توزيع خارجي: الشركة اللبنانية للتجارة والاستثمار السينمائي (صبّاح إخوان)

## وصلات خارجية
- مقالات تستعمل روابط فنية بلا صلة مع ويكي بيانات